# Stadtbibliothek Danzig (Sammlung)
Die Stadtbibliothek Danzig geht auf das 16. Jahrhundert zurück.
Die Geschichte der Bibliothek ist ungewöhnlich gut dokumentiert. Der Grundstock geht auf eine Schenkung von Giovanni Bernardino Bonifacio (1517–1597) zurück, der mit einem Schiff vor Danzig havariert war. Bonifacio und seine Bücher wurden gerettet und dieser vermachte die Bücher dem 1558 eröffneten Gymnasium im vormaligen Konvent der Franziskaner. Bonifacios Bücher ergänzten den von den Franziskanern hinterlassenen Buchbestand von 1054 Büchern. Drei weitere private Bibliotheken, von Alexander Glaser, Caspar Schütz, und Heinrich Lembke, kamen bald hinzu. Auch Ratsmitglieder wie der Stadtsekretär Wenzlaus Cocus stifteten ihre Bibliotheken. 1598 stiftete der Schöffe Gerhard Zimmermann seine Bibliothek mit italienischer und französischer Literatur. 1599 wurde die Bibliothek des Troppauer Arztes Wenzeslaus Meerretich erworben. Ein erster Katalog verzeichnete nur die Schenkungen, ein weiter Katalog, der nach 1610 erstellt wurde, ist nicht erhalten, jedoch hatte sich der Bestand wohl schon auf 2000 Titel verdoppelt. Ein weiterer Katalog ist von Adrian Engelcke erstellt, der 1655 mit dem Amt des Protobibliothekars betraut wurde. Der Katalog Engelckes war bis Ende des 18. Jahrhunderts in Gebrauch.
Zu den Glücksfällen der Bibliotheksgeschichte gehören, dass Kataloge von der Stadtbibliothek zugedachten Privatbibliotheken vielfach erhalten sind. Über die Bibliotheken des Buchhändlers Balthasar Andrea und Bartholomaeus Nigrinus kamen weitere theologische Bücher in den Bestand, der von 2000 Bänden 1606 auf 6800 Bände 1633 stieg, wobei calvinistische Titel mit 2000 Bänden an der Spitze standen. Auf Ratsherr Schlieff geht ein immenser Fundus lokalbezogener Schriften zur preußischen Geschichte zurück.
Der Bestand im Jahr 1660 war durch Dublettenabverkauf und buchbinderische Zusammenfassung auf 7900 zurückgegangen. 1727 bis 1773 war Michael Christoph Hanow als Bibliothekar prägend. Die Uphagensche Majoratsbibliothek kam als Depositum in den Bestand sowie die Privatbibliotheken von Karl Ernst Nimsgart, Johann Friedrich Jacobsen und Joachim Gottlieb Bartholdi. 1806 war der Bestand bei etwa 26.000 Büchern.
Im Jahr 1819 zog die Bibliothek in die Kirche St. Jakob  um. Nach Explosion des Pulverturms wurde die zerstörte Kirche wiederaufgebaut und dabei Räume für die Bibliothek vorgesehen. 1832 schenkte die reformierte Gemeinde die Bibliothek von Heinrich Schwartzwald. Prägende Gestalten waren im 19. Jahrhundert Matthias Gotthilf Löschin und August Betling. Unter Löschin wurde ein neuer Katalog erstellt, der den von Engelcke ersetzte. Bertling erstellte den Katalog der die Stadt Danzig betreffenden Handschriften. Nach dem Umzug begann Christian Gottfried Ewerbeck, einen neuen systematischen Katalog mit 21 Abteilungen anzulegen. Über die Bibliothek von Andreas Mundt gelangte die Klosterbibliothek aus Oliva in den Bestand. 1864 kam die Bibliothek des vorerst letzten polnischen Predigers an der St. Annen-Kirche, Christoph Cölestin Mrongovius, mit Titeln aus polnischer Literatur und Sprachenkunde in den Bestand. Weitere Zugänge im 19. Jahrhundert waren die Bibliotheken von Johann Benjamin Schmidt und Theodor Friedrich Kniewel.
Im August 1900 beschloss die Stadtverordnetenversammlung die Errichtung eines neuen Bibliotheksgebäudes auf dem niedergelegten Wallgelände vor dem Jakobstor. Nachdem Danzig 1919 exterritorial wurde, verdreifachte sich der Bestand. Unter anderem durch Aufnahme der Bücher verbotener polnischer Organe in der Stadt wuchs der Bestand auf 263.000 im Jahre 1942. Beim Näherrücken der Front im Zweiten Weltkrieg wurde die Bibliothek geräumt. Die Bücher wurden bei der Verlagerung oft beschädigt, besonders diejenigen, die in die Marienburg ausgelagert wurden. Wie im vergleichbaren Fall der Bibliothek von Breslau gingen etwa 20 % der Handschriften verloren. Unter polnischer Regie wurden die ausgelagerten Bücher zurückgebracht. Es ist davon auszugehen, dass einige ausgelagerte Bestände als Kriegsbeute nach Sowjetrussland gingen. So wurden 1958 aus der Sowjetunion 252 Handschriften nach Danzig zurückerstattet.